# Piercia cidariata
Piercia cidariata là một loài bướm đêm trong họ Geometridae.